# Aartsbisdom Portland
Het aartsbisdom Portland in Oregon (Latijn: Archidioecesis Portlandensis in Oregon) is een rooms-katholiek aartsbisdom met als zetel Portland, in de Amerikaanse staat Oregon. De aartsbisschop van Portland is metropoliet van de kerkprovincie Portland, waartoe ook de volgende suffragane bisdommen behoren:
- Baker
- Boise City
- Great Falls-Billings
- Helena

## Geschiedenis
Het aartsbisdom werd opgericht op 1 december 1843, als het apostolisch vicariaat Oregon Territory, uit delen van de aartsbisdommen Baltimore en Québec. Op 24 juli 1846 werd het verheven tot metropolitaan aartsbisdom met de naam aartsbisdom Oregon City. Op 26 september 1928 veranderde het van naam naar aartsbisdom Portland in Oregon. 
Het verloor meermaals gebied bij de oprichting van de bisdommen Vancouver Island (1846), Walla Walla (1846), Nesqually (1850), het apostolisch vicariaat Idaho and Montana (1868) en het bisdom Baker City (1903). Het verkreeg gebied bij de opheffing van het bisdom Walla Walla in 1850 en 1853. 

## Parochies
Het aartsbisdom had in 2021 een oppervlakte van 76.937 km2 en telde 3.654.887 inwoners waarvan 11,8% rooms-katholiek was.

## Aartsbisschoppen
- François-Norbert Blanchet (apostolisch vicaris: 1 december 1843, aartsbisschop: 24 juli 1846 - 12 december 1880)
- Charles-Jean Seghers (12 december 1880 - 6 maart 1884; coadjutor sinds 23 juli 1878)
- William Hickley Gross (31 maart 1885 - 14 november 1898)
- Alexander Christie (4 maart 1899 - 6 april 1925)
- Edward Daniel Howard (30 april 1926 - 9 december 1966)
- Robert Joseph Dwyer (9 december 1966 - 15 januari 1974)
- Cornelius Michael Power (15 januari 1974 - 1 juli 1986; apostolisch administrator tot 21 september 1986)
  - Paul Edward Waldschmidt (hulpbisschop: 28 november 1977 - 8 januari 1990)
  - Kenneth Donald Steiner (hulpbisschop: 28 november 1977 - 25 november 2011)
- William Joseph Levada (1 juli 1986 - 17 augustus 1995; kardinaal in 2006)
- Francis Eugene George (30 april 1996 - 7 april 1997; kardinaal in 1998)
- John George Vlazny (28 oktober 1997 - 29 januari 2013)
- Alexander King Sample (29 januari 2013 - heden)
  - Peter Leslie Smith (hulpbisschop: 4 maart 2014 - heden)

## Galerij van afbeeldingen

Wapen van het aartsbisdom
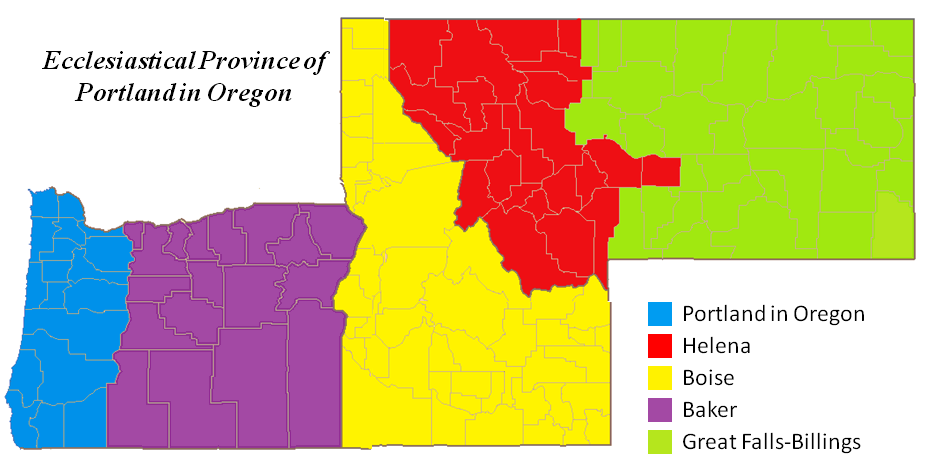
Kerkprovincie met aartsbisdom en suffragane bisdommen
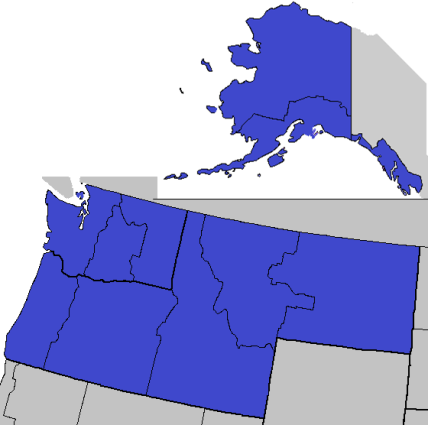
Regio XII van de Amerikaanse bisschoppenconferentie
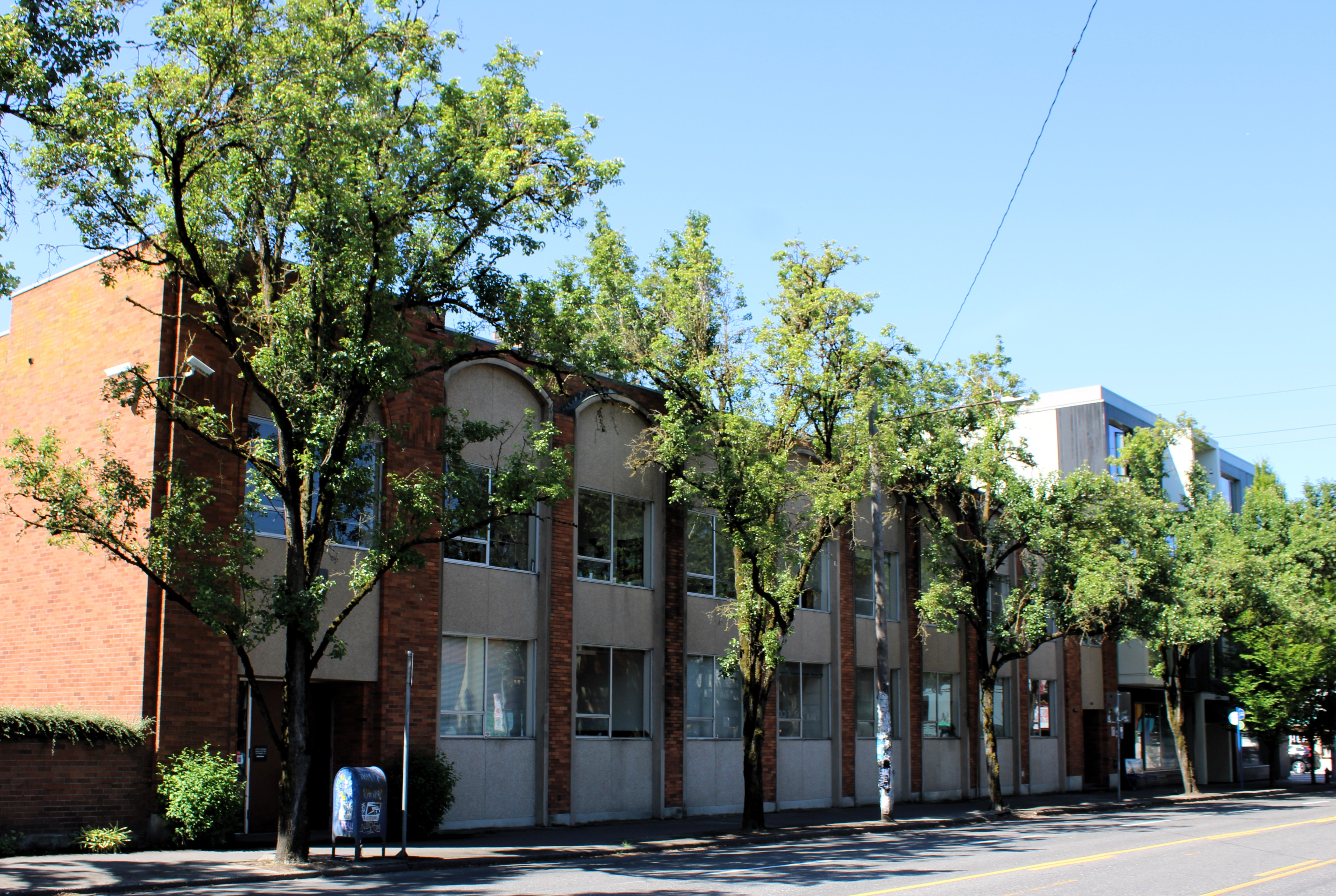
Pastoraal centrum
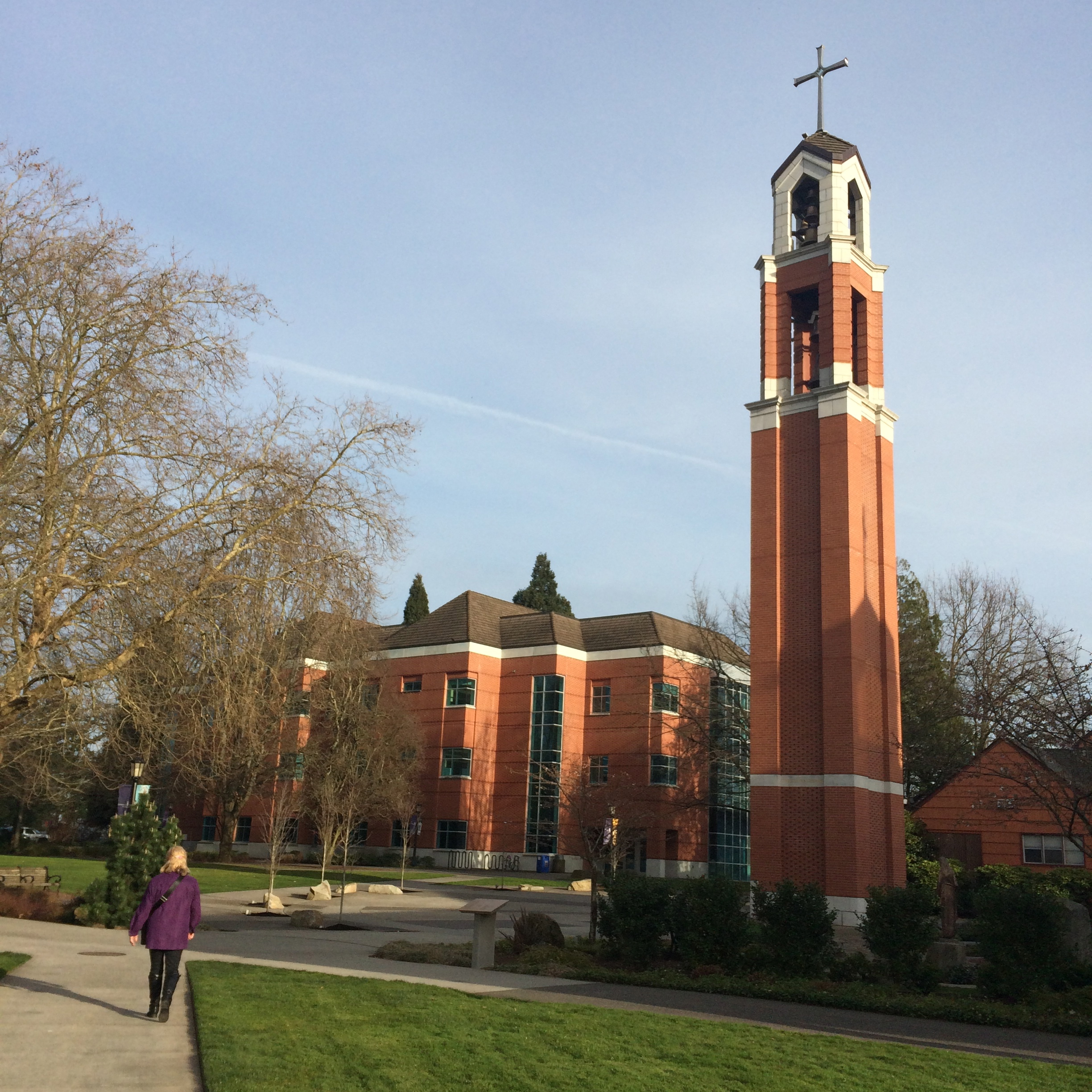
University of Portland

Portland (aartsbisdom) · Baker · Boise City · Great Falls-Billings · Helena